# コヒナリンドウ
コヒナリンドウ（小雛竜胆、学名：Gentianopsis laeviuscula Toyok.）は、リンドウ科リンドウ属に分類される二年草の1種。ヒナリンドウに近縁で、その変種として扱われる場合がある。

## 特徴
小型のリンドウ属で、茎は高さ1.5-5 cm。根生葉は茎葉より大きく、長さ5-15 mm、辺縁がほとんど平滑、完全なロゼット状で、縁はやや軟骨質で、白っぽい縁取りと微突起がある。花は小型、萼筒は長さ4-8 mmで裂片は3角形、花冠は長さ6-12 mmで裂片が卵形、筒部の基部はあまり細くならない。花期は6-9月上旬。果実は蒴果で、上が2片に裂開する。

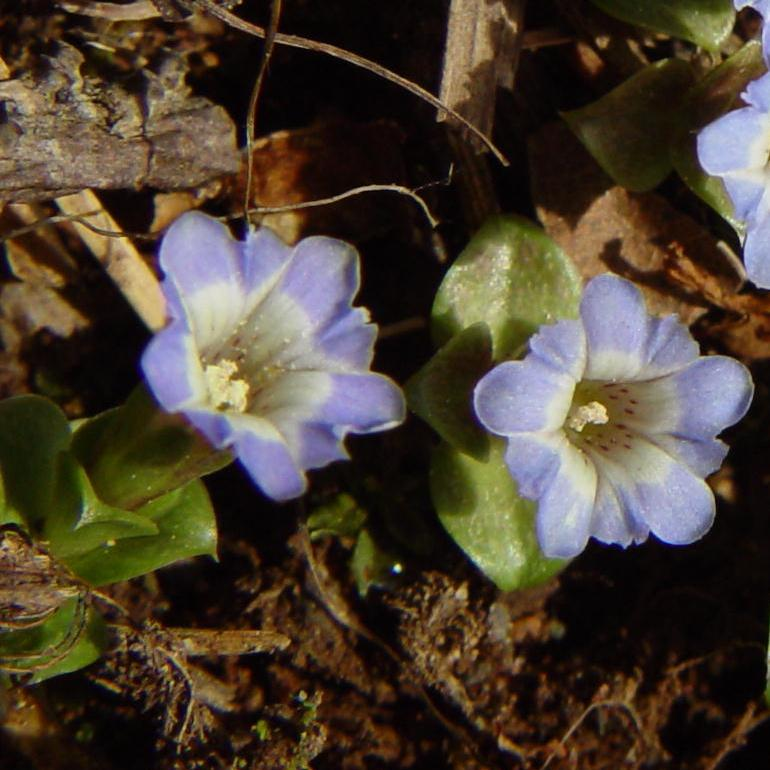
花冠は裂片が卵形
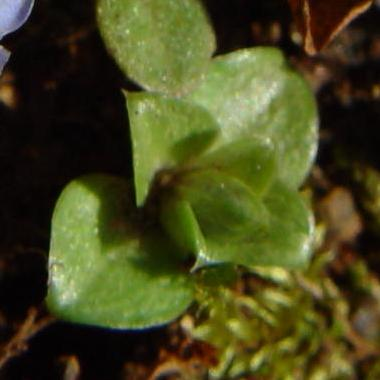
根生葉はロゼット

## 分布と生育環境
日本の固有種。本州（日光連山の女峰山、赤石山脈の三伏峠と兎岳、白山）に隔離分布する。1995年に白井伸和により、白山でも発見された。基準標本は赤石山脈の三伏峠のもの。
高山帯の湿った草地に生育する。

## 種の保全状況評価
絶滅危惧IB類 (EN)（環境省レッドリスト）
日本では環境省によりレッドリストの絶滅危惧IB類（EN）の指定を受けている。また以下の都道府県でレッドリストの指定を受けている。生育地が限られていて、個体数は少ない。
- 絶滅危惧IA類 - 長野県[9]
- 絶滅危惧I類 - 石川県[7]、福井県[10]
- 絶滅危惧IB類 - 静岡県[11]
- 要注目 - 栃木県[12]